# Йейлу
Йѐйлу (на норвежки: Geilo) е малък град в южната централна част на Норвегия в община Хол на фюлке Бюскерю. Разположен е около река Халингдалселва в долината Халингдал на около 150 km на северозапад от столицата Осло. Той е главен административен център на община Хол. Има жп гара. Йейлу е както летен така и зимен ски-курорт. Население около 2300 жители.

## Личности
Починали
- Тригве Ли (1896-1968), норвежки политик